# Ufficio di pubblica sicurezza del Dipartimento della Polizia metropolitana di Tokyo
L'Ufficio di pubblica sicurezza del Dipartimento della Polizia metropolitana di Tokyo (警視庁公安部?, Keishichō-kōanbu), chiamato in inglese Tokyo Metropolitan Police Department Public Security Bureau (TMPDPSB), è un ufficio del Dipartimento della Polizia metropolitana di Tokyo incaricato della pubblica sicurezza con giurisdizione sulla metropoli di Tokyo. Ha una forza di oltre 2.000 agenti.
Nell'organizzazione della polizia giapponese, soltanto il Dipartimento della Polizia metropolitana diventa "l'ufficio" dove il reparto della polizia di sicurezza è indipendente. In altre forze di polizia prefetturale, la Sezione di pubblica sicurezza e la Divisione degli affari esteri sono inserite in un Dipartimento di sicurezza. Tokyo è vista come un'eccezione lavorando da lunghissimo tempo con l'Agenzia nazionale di polizia giapponese, dato che condividono la stessa sede.
Il PSB non è una versione giapponese del Federal Bureau of Investigation statunitense, e non si occupa delle normali attività criminali. Il suo oggetto principale sono le attività che minacciano la sicurezza nazionale e, perciò, lo scopo è molto simile agli Special Branches delle forze di polizie britanniche e del Commonwealth.

## Casi del PSB
- Il PSB era stato mobilitato per indagare su tutte le sedi dell'Aum Shinrikyō dopo il mortale attentato con il gas sarin alla metropolitana di Tokyo.[3] In seguito alla scoperta di un seguace dell'Aum che era stato impiegato dalle Forze di autodifesa marittima giapponesi dopo che erano trapelate informazioni militari sensibili, il PSB aveva indagato sulla faccenda.[4] Il PSB era stato la principale agenzia a indagare sul fatto che l'Aum Shinrikyō avesse acquisito i nomi di 3.000 dirigenti Honda e dati sensibili dai ministeri del governo e da altre importanti sedi attraverso un software creato dalla stessa Aum.[5][6]
- Un ex maresciallo delle Forze di autodifesa aeree giapponesi era stato indagato dal PSB per aver divulgato segreti militari in base all'Accordo di mutua assistenza e difesa a un operativo del GRU russo, che fu identificato come Aleksei Shchelkonogov.[7]
- Tre attivisti del Tachikawa Jieitai Kanshi Tentomura erano stati dichiarati prigionieri di coscienza da Amnesty International quando erano stati arrestati dalla polizia, con il PSB che li stava indagando per aver condotto attività contro la guerra dopo essere entrati illegalmente in un complesso che ospitava forze di autodifesa a Tachikawa.[8]
- Gli agenti del PSB erano stati coinvolti nell'arresto dell'ex funzionario dell'Ufficio d'informazione e ricerca del Gabinetto Toshihiko Shimizu, accusato di fornire dati classificati a un funzionario dell'ambasciata russa, che apparentemente si faceva passare per un diplomatico,[9][10] in base alla Legge sul servizio pubblico nazionale.[10]
- Il PSB non era riuscito a catturare un russo ricercato per spionaggio in territorio giapponese, sospettato di essere un agente dell'SVR fin dagli anni 1960, quando lasciò il Giappone nel 1995, rientrando nel paese parecchie volte prima di scomparire usando un nome falso per ottenere un passaporto giapponese a Vienna.[11]

### Scandalo
Dopo la scoperta di sofisticati apparati radio da parte della polizia durante un'irruzione in una casa sicura della Fazione marxista rivoluzionaria LCRG il 10 aprile 1998, i funzionari del PSB fecero riorganizzare la loro rete di comunicazioni per meglio salvaguardarla contro intrusioni indesiderate.

## Organizzazione
| Dipartimento                                       | Mandato |
| -------------------------------------------------- | --- |
| Amministrazione generale                           | Contrasto a gruppi minori come culti religiosi, gruppi anti-guerra/globalizzazione, Partito Comunista Giapponese e movimenti sociali                            |
| Prima divisione di pubblica sicurezza              | Indagini anti-terroristi di estrema sinistra |
| Seconda divisione di pubblica sicurezza            | Indagini anti-radicali di estrema sinistra, di solito in casi di lavoro                                                                                         |
| Terza divisione di pubblica sicurezza              | Indagini anti-radicali di estrema destra |
| Quarta divisione di pubblica sicurezza             | Gestione dei dati |
| Prima divisione degli affari esteri                | Spionaggio e controspionaggio anti-blocco russo/est-europeo/comunista                                                                                           |
| Seconda divisione degli affari esteri              | Spionaggio e controspionaggio anti-cinese/nordcoreano |
| Terza divisione degli affari esteri                | Spionaggio e controspionaggio anti-mediorientale |
| Unità mobile per le indagini di pubblica sicurezza | Indaga sui luoghi che sono sotto la giurisdizione del PSB inclusi i casi penali/di spionaggio/di terrorismo. Ha anche un'Unità d'indagine sul terrorismo a NBC. |

## Capi conosciuti del PSB
- Shigeo Ito[15]
- Masuo Okamura[16]